# Mani Kaul
Mani Kaul est un réalisateur, scénariste et producteur indien, né le 25 décembre 1944 à Jodhpur (Rajasthan) et mort le 6 juillet 2011 à Gurgaon. Il est l'auteur à la fois de documentaires et de films de fiction.

## Biographie
Mani Kaul est diplômé du Film and Television Institute of India (FTII) où il étudia sous la direction de Ritwik Ghatak et devint plus tard enseignant lui-même.

## Filmographie
Sauf indication contraire, les informations mentionnées dans cette section peuvent être confirmées par la base de données cinématographiques IMDb,  présente dans la section « Liens externes ».
- 1965 : Shradda, 15’[1].
- 1966 : Le Voyageur (Yatrik), 20’[1],[2].
- 1968 : Forms and Design, 10’[1],[3].
- 1970 : During and After Air Raid, 10’[1],[4].
- 1970 : Son pain quotidien (Uski Roti), 110'.
- 1971 : Un jour avant la saison des pluies (Ashad Ka Ek Din), 143'.
- 1973 : Duvidha, 82'.
- 1974 : Puppeteers of Rajasthan o, 18'[1],[5].
- 1975 : A Historical Sketch of Indian Women, 19’[1],[6].
- 1976 : Ghashiram Kotwal (en) (en langue marathi), 107'[7].
- 1977 : Chitrakathi , 18'[1],[8].
- 1979 : Agaman, 19'[9].
- 1980 : Émergeant de la surface ou L'Homme au-delà de la surface (Satah Se Uthata Aadmi), 114'[10].
- 1980 : Arrival, 20'[1],[11].
- 1981 : A Desert of a Thousand Lines, 72'[1],[12].
- 1983 : Dhrupad, 72'.
- 1985 : Un esprit d'argile (Mati Manas), 92'[13].
- 1989 : Before My Eyes, 23’[1],[14].
- 1990 : Siddheshwari, 90'[15].
- 1991 : Nazar, 124'.
- 1991 : Idiot, 184'[16].
- 1995 : The Cloud Door, 26'[17].
- 1999 : La Chemise du serviteur (Naukar Ki Kameez), 104'[18].
- 2000 : Bojh (Burden)[1].
- 2002 : Ik Ben Geen Ander (I Am No Other), 70'[1],[19].
- 2005 : A Monkey's Raincoat, 51'[1],[20].

## Distinctions
National Film AwardsBest Non-Feature Film
- 1989 : Siddheshwari

Filmfare AwardsCritics Award for Best Movie
- 1971 : Son pain quotidien (Uski Roti) (1970)
- 1972 : Ashad Ka Ek Din (1971)
- 1974 : Duvidha (1973)
- 1993 : Idiot (1992)